# HD 219023
HD 219023，又名CD-5013915，SAO 231493、HR 8828，是一颗恒星，视星等为6.8，位于銀經336.26，銀緯-60.67，其B1900.0坐标为赤經23h 7m 33.5s，赤緯-50° -60.67′ 44″。